# Scoresby Sund

Scoresby Sund (Kangertittivaq) é o maior fiorde do mundo, estendendo-se por mais de 350 km, e é também um dos mais profundos (cerca de 1500 m de profundidade). Fica na costa oriental da Gronelândia. No fiorde há várias ilhas, sendo a maior a chamada Milne Land.
Ittoqqortoormiit é a principal localidade da região, e fica perto da foz deste fiorde.

## História
O fiorde foi descoberto em 1822, na campanha baleeira que William Scoresby fez esse ano, na qual reconheceu e cartografou com notável precisão cerca de 400 milhas da costa oriental gronelandesa, entre as latitudes 69°30'N e 72°30'N, contribuindo deste modo para o primeiro conhecimento geográfico importante da zona oriental da ilha. 

## Fotografia

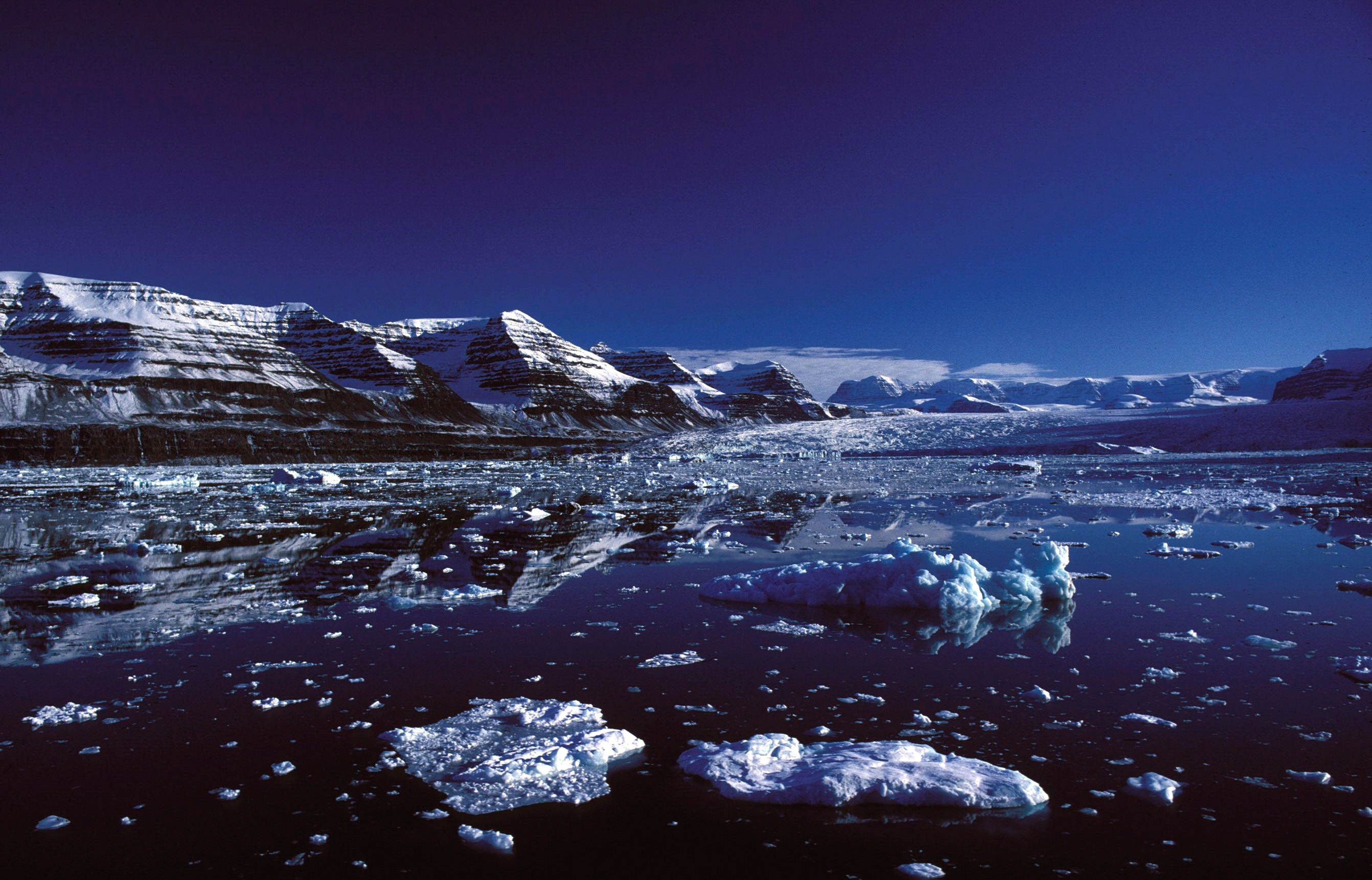
Scoresby Sund
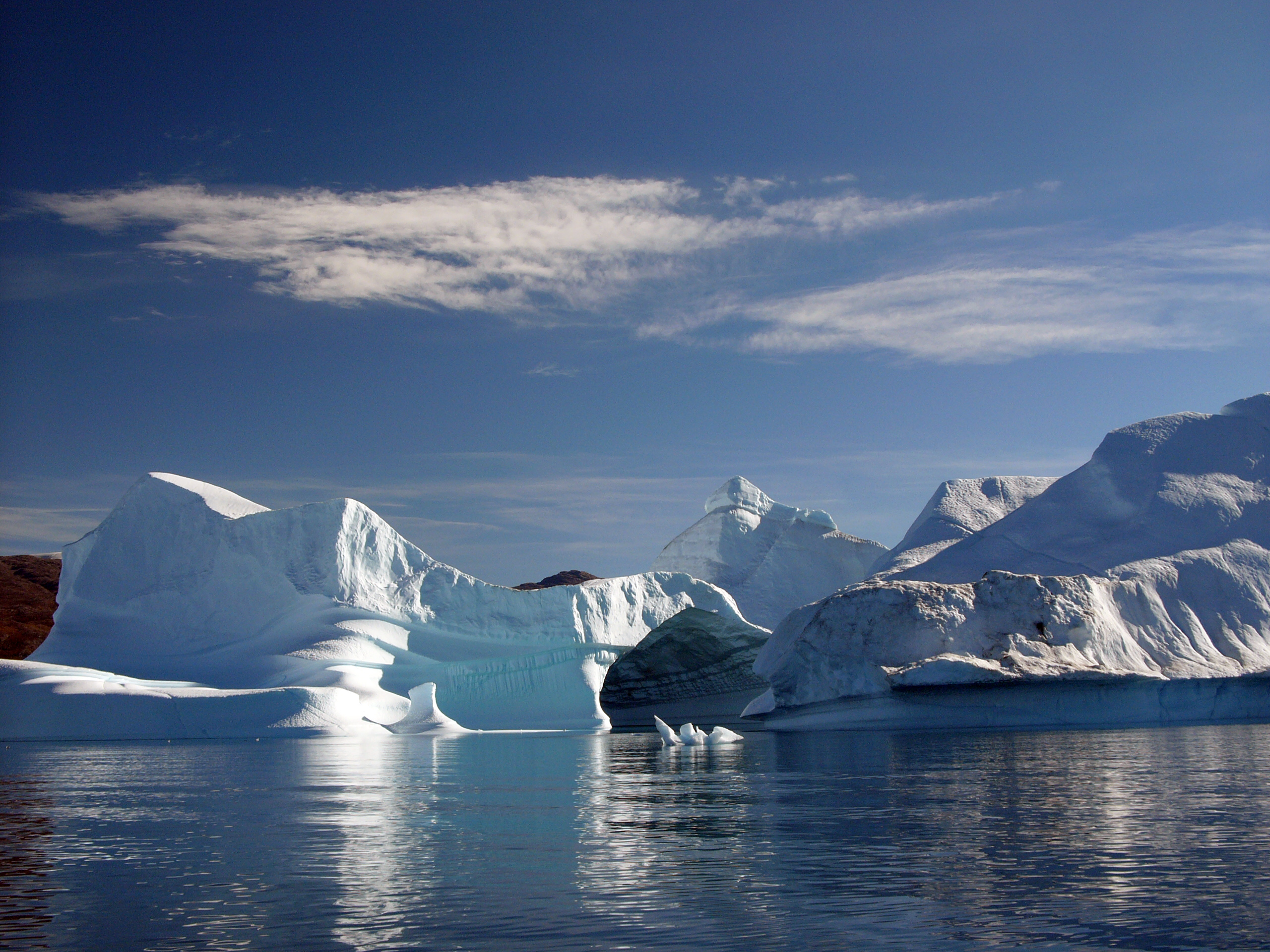
Scoresby Sund
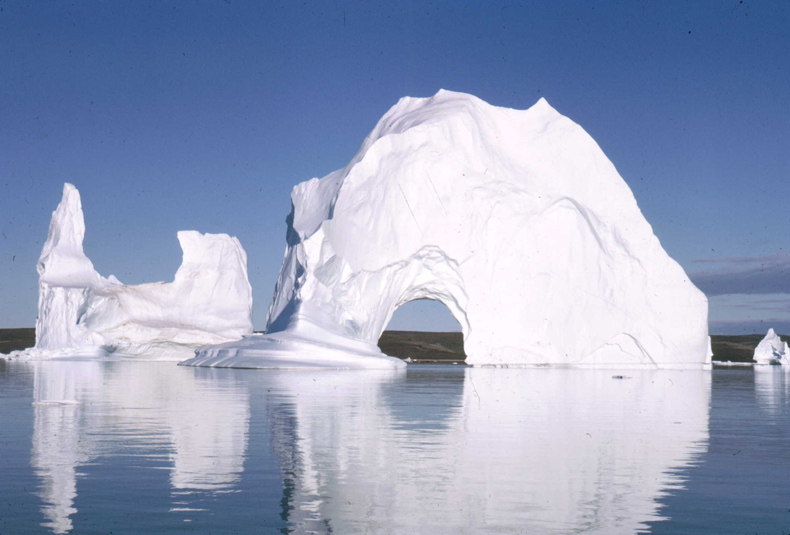
Icebergs em Sydkap, no Scoresby Sund (julho de 1970)